# Enric Miralles
Enric Miralles Moya (Barcelona, 12 de febrero de 1955 - San Feliu de Codinas, Barcelona, 2000) fue un arquitecto español.

## Biografía
Estudió arquitectura en la Escuela Técnica Superior de Arquitectura de la Universidad Politécnica de Cataluña, y posteriormente asistió a la Universidad de Columbia en Nueva York (Estados Unidos). Comenzó su andadura profesional en el estudio de Albert Viaplana, donde permaneció hasta 1983. Al mismo tiempo fue profesor adjunto en las dos universidades en las que había estudiado.
Su trabajo como arquitecto vivió tres épocas:
- (1983-1990) En la primera, trabajó junto a su primera mujer, Carme Pinós. De este periodo destaca el proyecto del cementerio de Igualada.
- (1990-1994) Trabajó solo en este periodo.
- Trabajó con Benedetta Tagliabue, su segunda esposa, su estudio pasó a llamarse EMBT.

Los dos últimos años de su vida estuvieron dedicados de forma intensiva a su proyecto más importante, el Edificio del Parlamento de Escocia. Se trata de una obra que expresa plenamente el estilo de Miralles, respetuoso con las formas y tradiciones del lugar, y dotando al mismo tiempo al edificio de volúmenes y elementos que crean una tensión visual que va cambiando según el ángulo de observación, y la luz y las sombras en las diferentes horas del día.
En su corta vida, Enric recibió numerosos premios, como el León de Oro de la Bienal de Venecia en 1996. Fue profesor invitado en numerosas escuelas de arquitectura y de diseño, entre ellas la de Harvard, en la cátedra «Kenzō Tange», de la universidad de Harvard, que ocupó desde 1992.
Murió prematuramente a los 45 años, y no pudo rematar muchas de sus obras, incluyendo el parlamento escocés o el edificio de Gas Natural en Barcelona (Torre Marenostrum).
Estuvo casado con la también arquitecta italiana Benedetta Tagliabue, quien mantiene el estudio EMBT funcionando y ha procedido a terminar las obras en las que trabajó conjuntamente con Enric.
Tuvo dos hijos, Caterina y Domènec Miralles.

## Obra

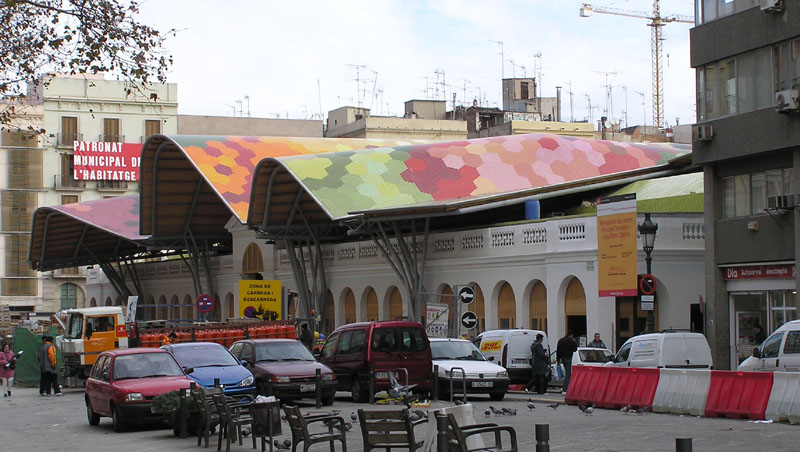
Mercado de Santa Caterina, Barcelona.

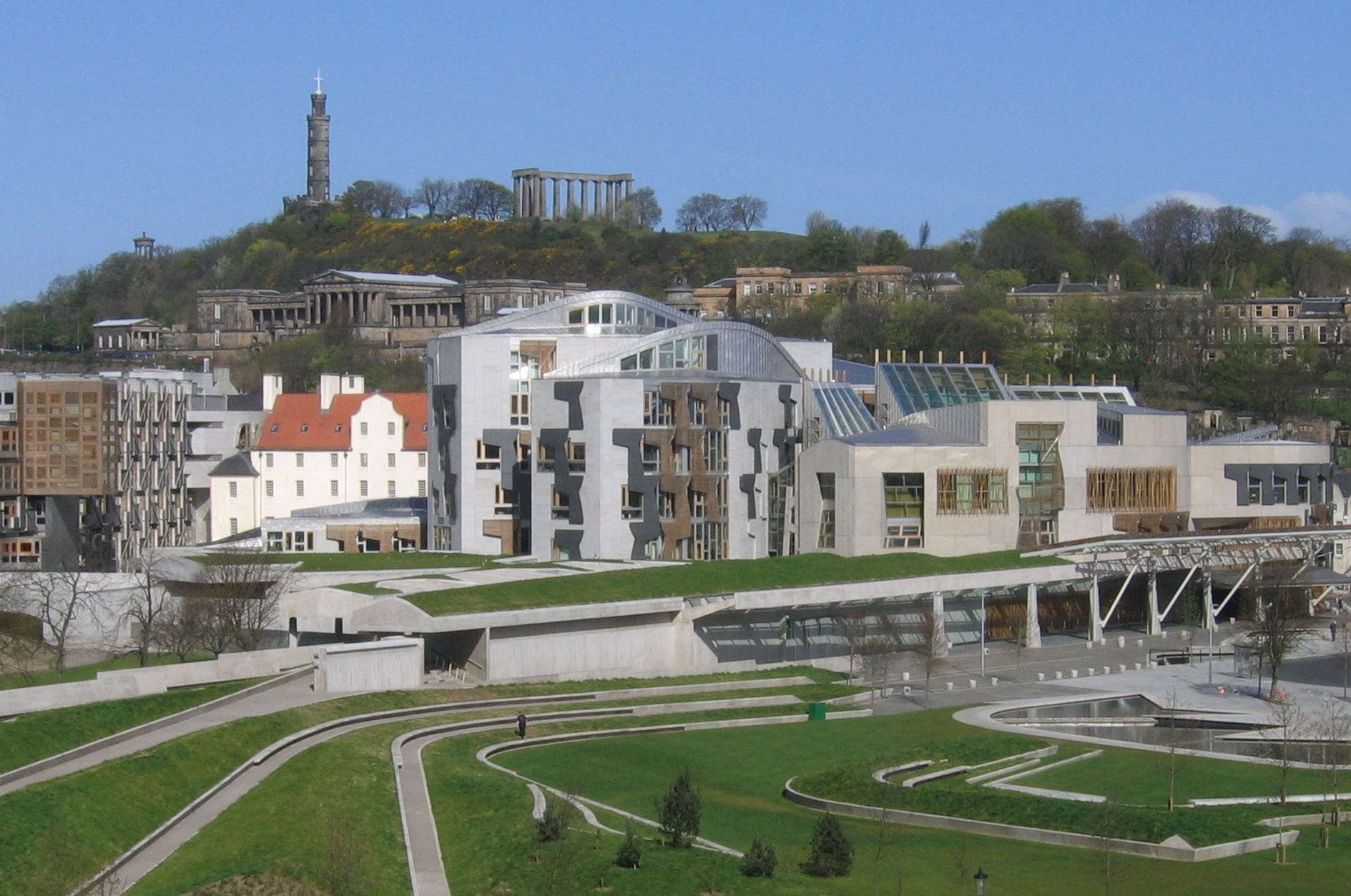
Parlamento Escocés en Edimburgo.

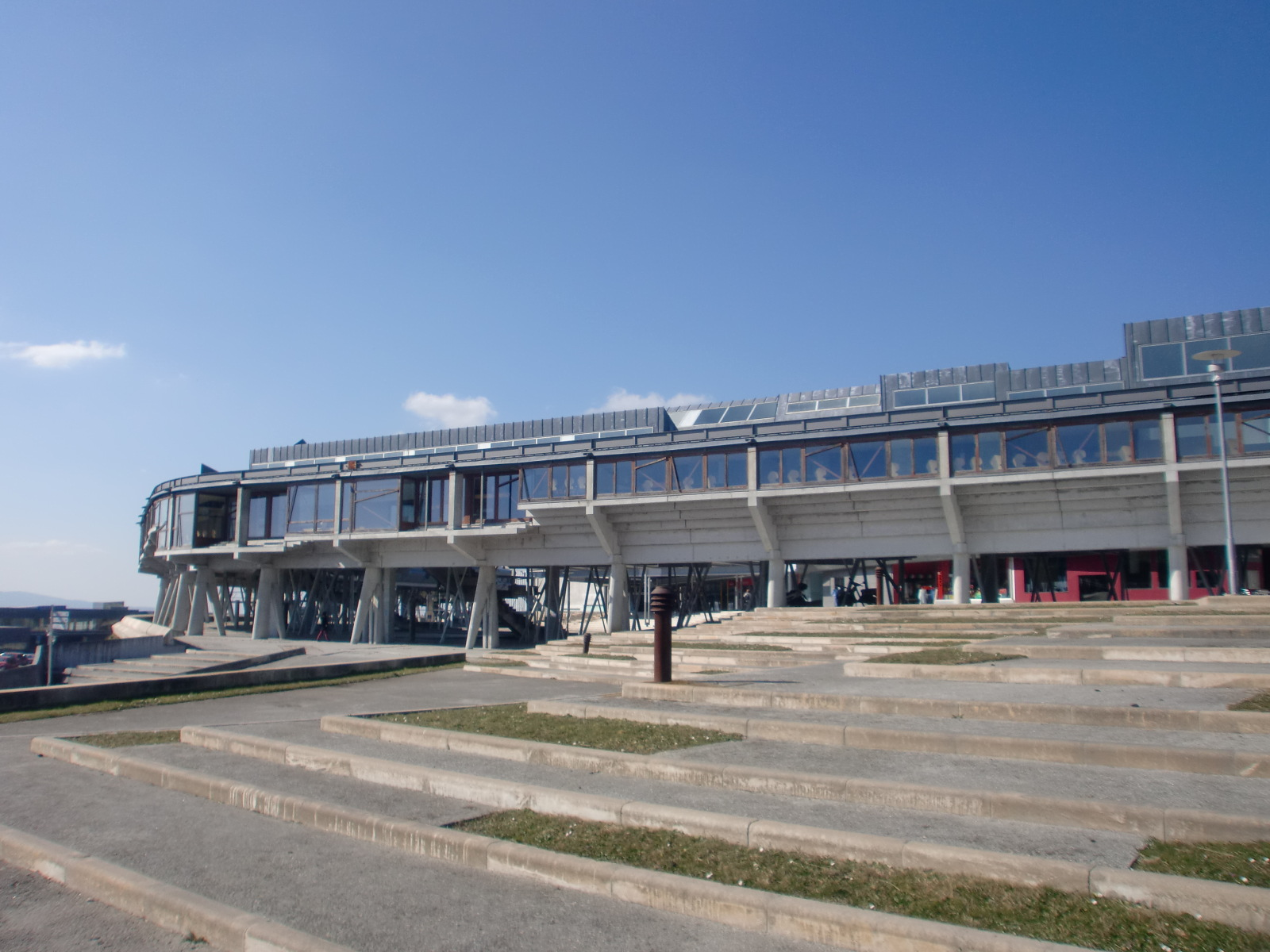
Edificio Miralles en la Universidad de Vigo.

### Miralles-Pinós
- Escuela La Llauna
- Cubiertas en la Plaza Mayor de Parets del Vallés
- Parque Cementerio de Igualada
- Tiro con Arco
- Centro Social de Hostalets
- Centro Social La Mina
- Casa Garau Agustí
- Escuela Hogar en Morella
- Cubiertas en el paseo Icaria
- Casa Riumors

### Enric Miralles
- Sede del Círculo de Lectores
- Centro de Gimnasia Rítmica y Deportiva
- Centro de Tecnificación (Alicante)
- Palacio Municipal de Deportes (Huesca)
- Torre de control en el Aeropuerto de Alicante
- Puente industrial para Camy-Nestlé
- Aulario de la Universidad de Valencia
- Ampliación del Museo Real de Copenhague
- Museo de Arte Contemporáneo de Zaragoza
- Ampliación del Rosenmuseum de Steinfurth
- Museo de Arte Moderno de Helsinki
- Hospital geriátrico en Palamós
- Nuevo acceso a la Estación de Takaoka
- Pabellón de meditación en Unazuki
- Auditorio en Copenhague
- Iglesia y centro eclesiástico en Roma
- Ampliación de la fábrica de vidrio Seele
- Nuevo centro en el Puerto de Bremerhaven
- Pequeñas casas alemanas en madera
- Parque público y ludoteca en Mollet

### EMBT
- Rehabilitación del Mercado de Santa Caterina
- Reforma de un piso en la calle Mercaders
- Rehabilitación de una casa en La Clota
- Embarcadero (Tesalónica, Grecia)
- Rehabilitación del Ayuntamiento (Utrecht, Holanda)
- Escuela de Arquitectura de Venecia
- Casa Damge
- Palacio de Deportes de Chemnitz
- Palacio de Deportes de Leipzig
- Laboratorios Universitarios en Dresde
- Kolonihaven (Casita de madera)
- Casa Club de Golf de Fontanals
- Ampliación del Cementerio de San Michele de Isola
- Parlamento de Escocia en Edimburgo — póstumo
- Biblioteca Pública de Palafolls
- Museo Maretas en Lanzarote
- Parque de Diagonal Mar (Barcelona)
- Parque Santa Rosa en Mollet del Vallès (Barcelona)
- Biblioteca Nacional del Japón (Tokio, Japón)
- Seis viviendas en Borneo Eiland
- Escuela de Música de Hamburgo
- Campus de la Universidad de Vigo (Vigo)[4]
- Tribunal de Justicia de Salerno
- Edificio de Gas Natural (Barcelona) — póstumo
- Granja Moore
- Pantallas Acústicas en la Gran Vía de las Cortes Catalanas, Barcelona.